# Chasse photographique
 (mai 2011).
Si vous disposez d'ouvrages ou d'articles de référence ou si vous connaissez des sites web de qualité traitant du thème abordé ici, merci de compléter l'article en donnant les références utiles à sa vérifiabilité et en les liant à la section « Notes et références ».

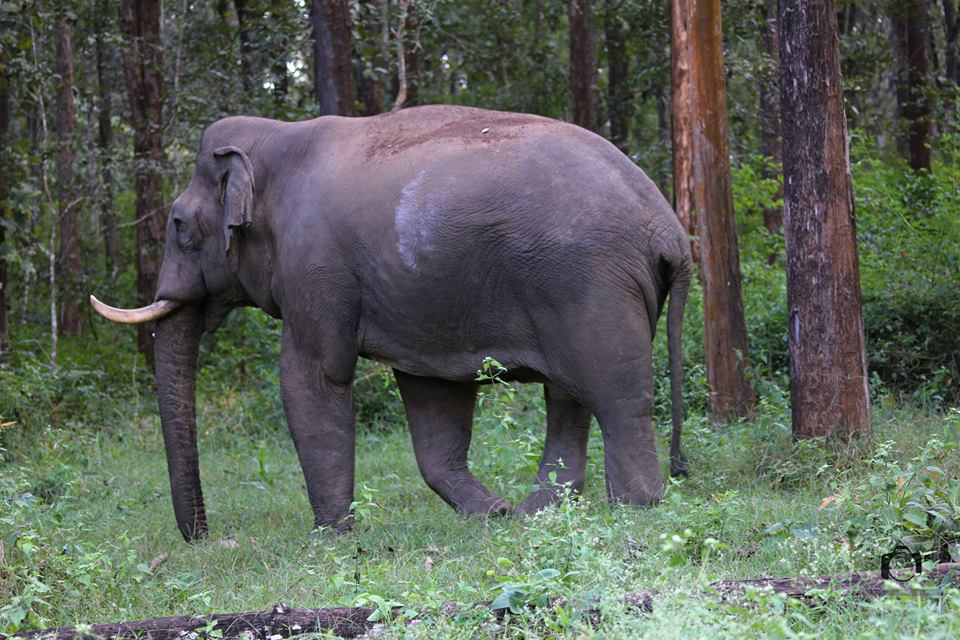
Photographie d'éléphant en Tamil Nadu

La pratique de la chasse (ou l'influence de cette pratique) a engendré, pour certains amateurs de photographie, la création d'une discipline propre : la chasse photographique dans laquelle un photographe, dans l'intention de ramener des images d'animaux, utilise les moyens et les techniques empruntés aux chasseurs traditionnels pour approcher des animaux.
Là où l'objectif premier du chasseur est de tuer un animal afin de ramener une source de protéine sauvage, celui qui pratique la chasse photographique ne rapportera que des images comme trophée.

## Matériel
Presque n'importe quel matériel photographique est utilisable si l'on tient compte des contraintes propres à ce type de photographie :
- Faible lumière ou animaux très mobiles
- Nécessaire discrétion ou camouflage

### Équipement photographique
Cela se traduit souvent par l'utilisation d'objectifs photographiques de longue focale (par exemple, il est courant de dire que la photographie d'oiseau demande au moins un 300 mm). 
Les objectifs les plus lumineux (malgré leur prix qui peut atteindre des sommets inabordables) permettent également d'utiliser des vitesses de déclenchement élevées ou de compenser le manque de lumière (en particulier sous un couvert végétal ou aux heures de faible lumière pour les animaux nocturnes ou les plus farouches)[réf. nécessaire].

### Équipement de discrétion
Le camouflage reste un élément central de la chasse photographique. Les animaux sont généralement très farouches et tous les moyens sont bons pour se dissimuler à tous les sens des sujets à approcher.
Un peu à la manière d'un prédateur, le photographe doit transformer son apparence. Les vêtements avec peu de formes reconnaissables (parfois avec des formes susceptibles de briser la silhouette du chasseur comme les rayures du pelage d'un tigre ou les tâches d'un léopard ou l'usage d'une Ghillie suit) constituent un minimum recommandable. On recommande souvent les couleurs verte, marron et parfois noire. Mais rares sont les animaux qui ont une bonne vision des couleurs ; c'est pourquoi, afin d'éviter les accidents avec les autres chasseurs, on voit parfois recommander des camouflages qui font intervenir le gris et l'orange. Cela peut aussi aller jusqu'à des filets de camouflage quand on reste à l'affût. Cela est recommandé quand on prévoit le passage d'animaux à un endroit où l'on peut s'installer de manière relativement longue (l'attente peut durer des heures).
Les photographes équipés d'appareils qui pourraient être trop visibles (par exemple, téléobjectifs haut de gamme de couleur blanche, appareils métallisés) trouveront utile de les habiller d'une chaussette ou de scotch décollable sombre comme le traditionnel Gaffer (nom générique emprunté à la langue anglaise).
La billebaude intervient lorsque le chasseur photographe se déplace. Comme à l'affût, mais plus encore, il est alors nécessaire d'être très attentif à réduire les bruits (l'ouïe est une défense passive très efficace dans les couverts épais) et, par exemple, il faut faire attention à ne pas marcher sur les branchages ou les graviers. Mais les vêtements et les objets portés ne doivent pas provoquer de son trop facilement discernable lors des déplacements (on pensera par exemple à des sons provenant habituellement du randonneur en mouvement comme les mouvements de l'eau dans une gourde, le choc d'un mousqueton sur un support, le froissement d'un vêtement rigide, le grincement de certains tissus frottés sur le cuir).
Pour le matériel photographique on trouve ainsi des chaussettes appelées également "housse anti bruit" qui permettent d'emballer totalement ou partiellement un appareil photo et son objectif afin que même le déclenchement à proximité immédiate de l'animal ne provoque aucune alarme. Les plus sophistiquées constituent également une protection relative contre l'humidité et le froid. Elles peuvent comporter des ouvertures diverses pour accéder aux commandes ou aux affichages des matériels ainsi couverts. Bien entendu, tout chasseur photographique se devra de dé-sélectionner l'option de sonorisation du déclenchement ou du menu de fonctions, qui est présente sur certains appareils électroniques.
Le sifflement caractéristique de la charge des condensateurs d'un flash électronique est aussi un son très caractéristique ou très peu naturel, qui peut porter à des distances considérables pour des oreilles sensibles aux hautes fréquences. Il reste difficile à gérer dans le cas des prises de vue nocturne à l'affût.
L'odorat des animaux peut aussi permettre de détecter le photographe. Le fait de recommander d'éviter l'emploi de déodorants, eaux de toilette, parfums, est tout à fait anecdotique. En effet un animal (mammifère) est capable de détecter comme dangereuse la moindre odeur à laquelle il n'est pas habitué. Pour imager cela il suffit de comparer l'odorat d'un animal à une banque d'odeurs où seraient stockées toutes les odeurs fréquentées depuis sa jeunesse. Si une odeur détectée n'est pas présente dans la banque c'est l'alarme immédiate et généralement la fuite qui est choisie. Les animaux sont capables de mémoriser les odeurs humaines, c'est le cas par exemple du Renard circulant sur un chemin où circulent de nombreux promeneurs et qui ne s'enfuit pas. L'animal est sans doute capable de mesurer l'intensité des odeurs et de prendre la fuite si ces odeurs sont trop intenses. Le plus important est de tenir compte de l'orientation du vent qui porte l'odeur du chasseur photographe vers l'animal. Même sans parfum artificiel un Homme porte des dizaines d'odeurs identifiables comme dangereuses par l'animal (citons par exemple : odeur du cuir, des plastiques, des composés électroniques, des tissus synthétiques, etc.).
De manière plus anecdotique, il faut aussi signaler que certains affûts (aux ours par exemple) les plus sophistiqués sont équipés d'une cheminée qui permet à l'aération de se faire à plusieurs mètres de haut, perturbant largement le repérage par un animal proche.

## Éthique
Le chasseur photographe se veut d'abord un témoin de la vie sauvage. C'est bien souvent un naturaliste qui, à force de documentation et d'observations, connaît et respecte ses sujets. L'une de ses préoccupations premières est de ne pas perturber les espèces photographiées. Cela peut mener à ne pas réaliser une photographie qui exposerait un sujet à un dérangement trop important.
Loin d'une pratique solitaire et égoïste, la notion de partage est très importante au sein de la communauté des chasseurs photographes. En témoignent les nombreux forums consacrés à ce sujet sur Internet.
En montrant la beauté et la fragilité des espèces de nos forêts, le chasseur photographe se veut donc un acteur modeste de la protection de la vie sauvage à travers un témoignage engagé et respectueux.

## Comportement du chasseur photographe
Il est évident que toute présence, même minime ou temporaire, sur le terrain va provoquer un dérangement de l'animal, parfois à des moments de grande sensibilité (par exemple, la perturbation des animaux en période de parade peut réduire les chances de reproduction et risque de mettre en cause -au moins partiellement- les possibilités de survie de l'espèce).
Malheureusement, la chasse photo comme toute activité humaine n'échappe pas à quelques dérives de la part de photographes peu respectueux de la faune sauvage. Néanmoins, le chasseur photographe se doit de respecter au moins deux notions fondamentales :
- Le respect de l'animal qui demande le plus souvent une certaine connaissance des sujets, de leurs comportements (variables en fonction des saisons) et leurs habitudes ;
- Le respect des propriétés privées ainsi que des réserves naturelles.

## "Chasseurs" célèbres
- Yann Arthus-Bertrand
- Christian Zuber
- Vincent Munier

### Orientation bibliographique
- Laurent Arthur (2006). Pionniers de la photographie animalière, Pôles d’images (Barbizon) : 175 p.  (ISBN 978-2-915561-03-6)